# Universität für Luft- und Raumfahrt Nanjing
Die Universität für Luft- und Raumfahrt Nanjing (chinesisch 南京航空航天大學 / 南京航空航天大学, Pinyin Nánjīng Hángkōng Hángtiān Dàxué), Provinz Jiangsu, im Ausland bekannt als Nanjing University of Aeronautics and Astronautics, daher oft „NUAA“  abgekürzt, ist eine erstrangige Universität der Volksrepublik China.
Sie gehörte 1996 zur ersten Gruppe der im Rahmen des „Projekts 211“ zu Exzellenzuniversitäten ernannten Lehranstalten. Neben ihrem Hauptsitz im Stadtbezirk Qinhuai besitzt die Universität seit 1999 noch einen Campus im Stadtbezirk Jiangning und seit 2019 einen weiteren in Liyang.

## Geschichte

### Fachhochschule für Luftfahrtindustrie Nanjing
Die Anfänge der Universität für Luft- und Raumfahrt reichen bis November 1951 zurück, als das am 18. April 1951 gegründete Büro für Luftfahrtindustrie (航空工业局, eine Vorgängerorganisation der heutigen AVIC) im Ministerium für Schwerindustrie der Zentralregierung (中央人民政府重工业部) die Anweisung herausgab, dass an der diesem Büro unterstehenden Fabrik 511 in Nanjing eine höhere Schule eingerichtet werden sollte. Eine Schulbaukommission unter der Leitung von Fabrikdirektor Deng Yongqing (邓永清, 1921–1998) wurde gegründet und begann unverzüglich mit den Planungen. Im Juni 1952 wurde bestimmt, dass der Name der Einrichtung „Fachhochschule für Luftfahrtindustrie Nanjing“ (南京航空工业专科学校) lauten sollte. Deng Yongqing wurde im September jenes Jahres zum Rektor ernannt, gleichzeitig blieb er Direktor der Flugzeugfabrik, deren Betrieb bis 1956 weiterlief. Der damalige Militärbezirk Ostchina (华东军区) entsandte 1200 Soldaten für Vorbereitungsklassen an die Schule. Am 19. Oktober 1952 fand die Einweihungsfeier der Fachhochschule statt, am 20. Oktober 1952 war Unterrichtsbeginn für die 973 Soldaten, die sich als geeignet herausgestellt hatten. Damals gab es an der Fachhochschule, gelegen südlich der Überreste des alten Kaiserpalastes aus der Ming-Dynastie, nach dem sowjetischen Modell sechs, jeweils dreijährige Studiengänge:
- Herstellung von Hubkolbenmotoren
- Herstellung von Turbinen-Strahltriebwerken[5]
- Herstellung von Flugzeugzellen
- Herstellung von Fluginstrumenten
- Installation und Prüfung von elektrischen Einrichtungen in Flugzeugen
- Zerspanen im Flugzeugbau[6][7]

Am 7. August 1952 war das Zweite Ministerium für Maschinenbauindustrie (第二机械工业部) gegründet worden, bei dem Chinas militärische und zivile Nuklearaktivitäten gebündelt waren; das Büro für Luftfahrtindustrie wurde dem neuen Ministerium als „Viertes Büro“ (第四局) eingegliedert. Im Mai 1955 schlug das Zweite Ministerium vor, dass die Nanjinger Fachhochschule nach Xi’an verlagert und zu einer Luftfahrtakademie hochgestuft werden sollte. Direktor Deng Yongqing und Parteisekretär Zhou Nan (周南) erklärten jedoch, dass das schwierig wäre. Daraufhin wurde der Plan fallengelassen und der Fachhochschule Zeit gegeben, sich in Ruhe zu entwickeln.

### Luftfahrtakademie Nanjing
Am 28. April 1956 wurde die Fachhochschule dann doch noch zur „Luftfahrtakademie Nanjing“ (南京航空学院) hochgestuft. Die dreijährigen Fachhochschul-Studiengänge (专科) liefen schrittweise aus, stattdessen wurden Fakultäten mit regulären, vierjährigen Ingenieurstudiengängen (本科) geschaffen; die ehemaligen Studiengänge für Hubkolbenmotoren und Strahltriebwerke wurden im Dezember 1956 zur Fakultät für Motorenbau vereinigt. Statt der Fachhochschule wurde nun die Luftfahrtakademie Ostchinas (华东航空学院) nach Xi’an verlegt und in „Luftfahrtakademie Xi’an“ umbenannt, die spätere Polytechnische Universität Nordwestchinas. Der nahegelegene Weigang-Campus (卫岗校园) der Ostchinesischen Luftfahrtakademie am Fuß der Purpurberge wurde der Luftfahrtakademie Nanjing zugeschlagen.
Zwischen November 1956 und Februar 1957 wurden die Studiengänge der Fachhochschule für Luftfahrtindustrie Suzhou nacheinander an die Luftfahrtakademie Nanjing abgegeben, die ihrerseits den Weigang-Campus an die damalige Landwirtschaftsakademie Nanjing abgeben musste. Ende 1970 gab dann wiederum die Polytechnische Universität Nordwestchinas den Fachbereich Hubschrauber an die Luftfahrtakademie Nanjing ab, die 1978 vom Staatsrat der Volksrepublik China zur Schwerpunkthochschule (全国重点大学) ernannt wurde. 1981 verlieh der Staatsrat der Akademie dann das Recht, Doktortitel zu vergeben.

### Universität für Luft- und Raumfahrt Nanjing

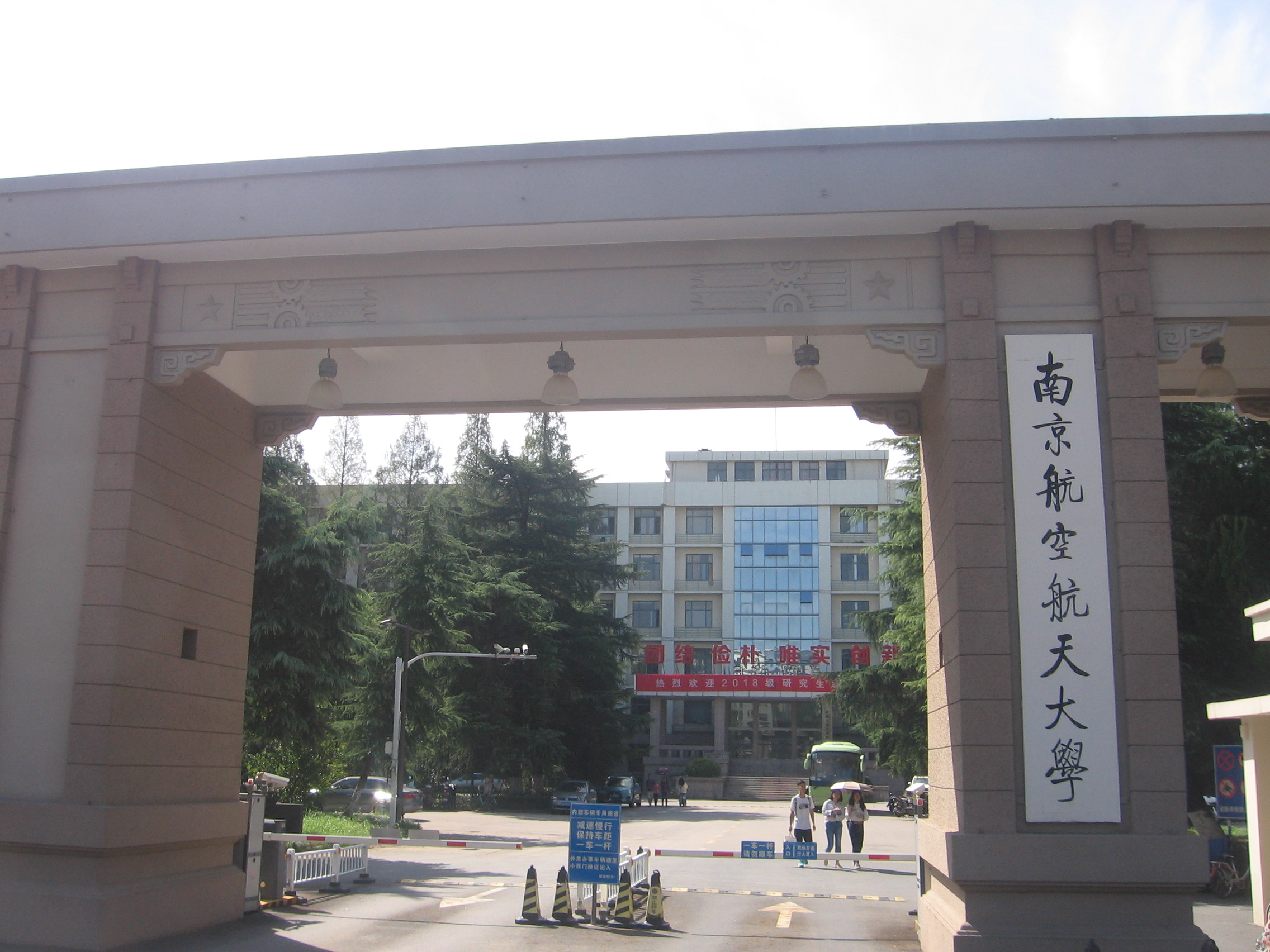
Haupteingang des Kaiserpalast-Campus im Stadtbezirk Qinhuai

1993 wurde die Luftfahrtakademie in „Universität für Luft- und Raumfahrt Nanjing“ (南京航空航天大学) umbenannt, 1996 wurde sie in das „Projekt 211“ aufgenommen, das heißt, sie war eine derjenigen Spitzenuniversitäten, die von der damaligen Staatskommission für Bildung für einen schwerpunktmäßigen Ausbau vorgesehen waren. Dieser begann 1998 mit dem Bau des Jiangning-Campus (江宁校区), nach der Adresse auch bekannt als „Generalsstraßen-Campus“ (将军路校区), im Süden der Stadt. Ein Jahr später wurde der Campus von den ersten Studenten bezogen. Im Jahr 2000 genehmigte das Ministerium für Bildung der Universität die Einrichtung einer Graduiertenschule (研究生院). Seit 2005 werden an der Universität für Luft- und Raumfahrt auch ausländische Studenten aufgenommen, sowohl für reguläre Studiengänge
als auch in speziellen Vordiplom-Studiengängen („B. Eng“) für Ausländer, die nur das Feld der Luftfahrt, nicht die Raumfahrt, abdecken. In den Vordiplom-Studiengängen für Ausländer ist die Unterrichtssprache Englisch, aber es werden von der Universität auch Chinesisch-Sprachkurse angeboten.
Am 5. September 2019 wurde in der Großgemeinde Tianmuhu (天目湖镇) südlich von Liyang ein dritter, 65 ha großer Campus (天目湖校区) eröffnet.
Am 9. Dezember 2006 wurde vom Bildungsministerium und dem Finanzministerium der Volksrepublik China ein Förderprogramm für Universitäten aufgelegt, die einerseits durch ihre Zugehörigkeit zu den rund hundert Hochschulen des Projekts 211 ihre Exzellenz bewiesen hatten, aber noch nicht zu den 39 wahren Eliteuniversitäten des Projekts 985 gehörten. Aus diesem „Förderprogramm für Innovationsplattformen in Schlüsseldisziplinen“ (优势学科创新平台项目) werden nicht ganze Universitäten gefördert, sondern einzelne Institute und Studiengänge.
2011 wurde der Studiengang „Entwurf und Bau von Luftfahrzeugen sowie Flugsicherheit“ der Universität in dieses Programm aufgenommen.

## Fakultäten

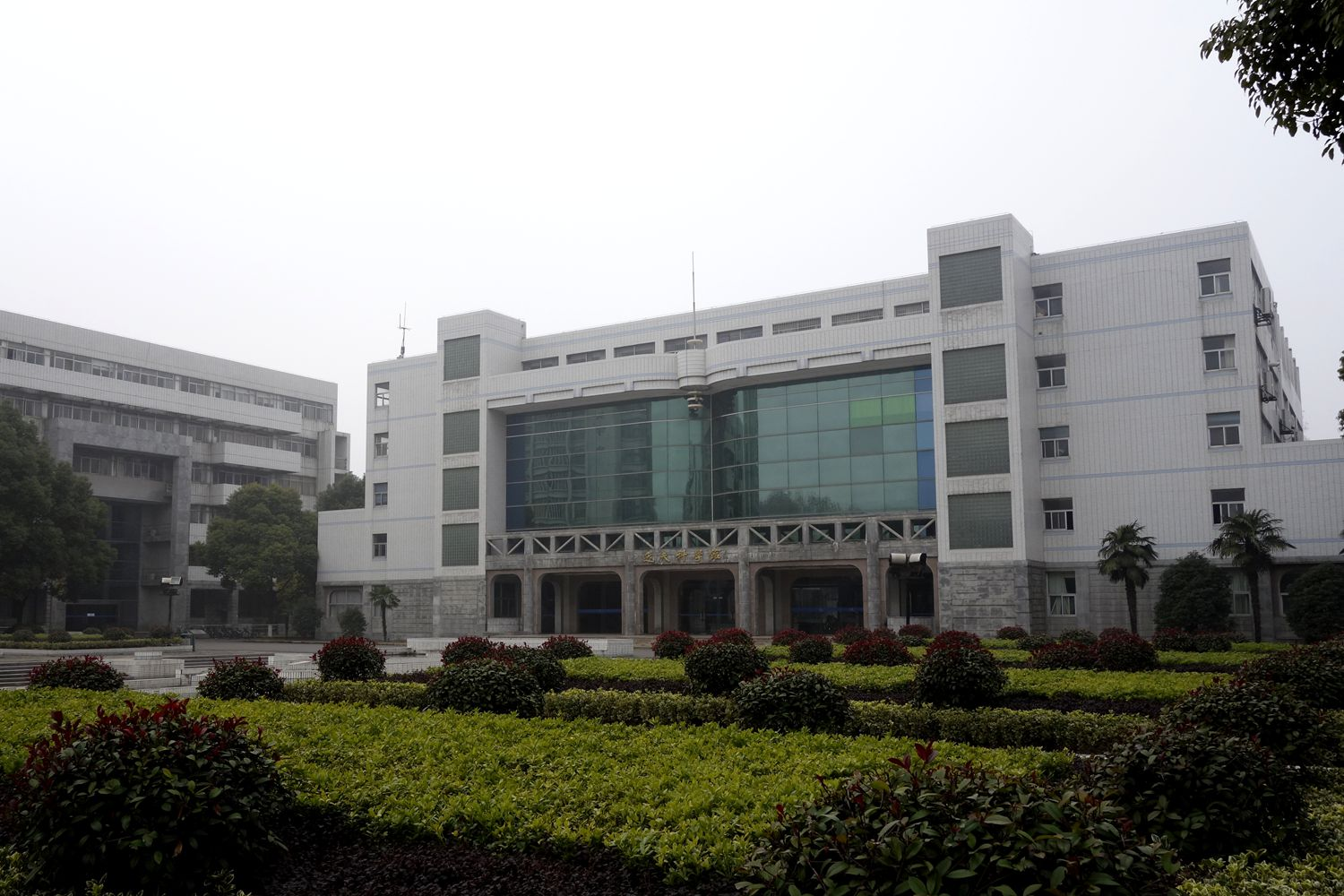
Run-Run-Shaw-Gebäude auf dem Kaiserpalast-Campus

Die Universität für Luft- und Raumfahrt Nanjing besitzt heute 19 Fakultäten:
- Luftfahrttechnik[15]
- Energie- und Antriebstechnik[16]
- Automatisierung[17]
- Nachrichtentechnik[18]
- Elektromechanik[19]
- Materialwissenschaft und Werkstofftechnik[20]
- Zivile Luftfahrt[21]
- Physik[22]
- Betriebswirtschaft[23]
- Geistes- und Sozialwissenschaften[24]
- Kunst[25]
- Fremdsprachen (Englisch und Japanisch)[26]
- Raumfahrttechnik[27]
- Informatik[28]
- Marxismus[29]
- Luft- und Raumfahrttechnik[30]
- Interkulturelles Lernen[31]
- Fluggesellschaftskunde[32]
- Arbeitslehre[33][34]

Rektor der Universität ist seit Mai 2013 der Luftfahrtingenieur Nie Hong (聂宏, * 1960), der seit seiner Promotion an der Fakultät für Luftfahrttechnik im Juni 1990 dort unterrichtet. Im Studienjahr 2019/20 hatte die Universität neben dem Verwaltungspersonal 3131 Angestellte im eigentlichen Hochschulbetrieb, davon 1845 Dozenten und 1286 wissenschaftliche Mitarbeiter; 535 Professorinnen und Professoren waren als Doktorandenbetreuer tätig. In jenem Studienjahr gab es 29.000 Studierende, davon 18.000 Ingenieurstudenten, 10.000 Doktoranden und 1000 Postdoktoranden, dazu noch fast 5000 Seniorenstudenten. Das jährliche Forschungsbudget der Universität, ohne Verwaltungskosten, beträgt 150 Millionen US-Dollar.

## Forschung
Die Universität besitzt eine Vielzahl von Forschungslabors.
Ein Schwerpunkt der Forschungsarbeit ist die Entwicklung von unbemannten Flugkörpern. So wurde zum Beispiel 1968 an der damaligen Luftfahrtakademie Nanjing Chinas erste Zieldarstellungsdrohne ChangKong-1 zur Produktionsreife gebracht.
Auf der Basis der ChangKong-1 wurde die CK-1A entwickelt, eine Probenentnahme-Drohne, die am 17. September 1977 erstmals direkt nach der Detonation einer 20-Kilotonnen-Bombe auf dem Kernwaffentestgelände Lop Nor durch die radioaktive Wolke geflogen wurde und somit schnellere und genauere Ergebnisse lieferte als bei Probenentnahme mit einem bemannten Flugzeug. Die 1983 erstmals eingesetzte CK-1B war eine für niedrige Flughöhen optimierte Zielerfassungsdrohne, während die 1983/84 entwickelte CK-1C eine mit starkem Antrieb versehene Zielerfassungsdrohne war, die anspruchsvolle Kurvenmanöver ausführen und so für Übungszwecke ein gegnerisches Kampfflugzeug simulieren konnte.
1992 begann man mit der Entwicklung des unbemannten Hubschraubers WZ-1 „Xiangniao“ (翔鸟, d. h. „Kreisender Vogel“), der im Januar 1996 seinen Erstflug absolvierte. Diese Hubschrauberdrohne mit einer maximalen Flughöhe von 1500 m, einer Höchstgeschwindigkeit von 150 km/h und einer Einsatzzeit von bis zu 4 Stunden besaß, anders als die heutigen Kameradrohnen, einen Propeller am Heck, der das Drehmoment der Hubschraube stoppte.
Das der Form eines richtigen Hubschraubers nachempfundene Traggestell der Drohne bestand aus einer Aluminiumlegierung, die mit einer Sandwichhaut mit Wabenkern aus glasfaserverstärktem Kunststoff überzogen war. Angetrieben wurde das 1998 auf der Luftfahrtmesse in Zhuhai erstmals öffentlich vorgestellte Gerät von einem wassergekühlten Zweitaktmotor, es wurde zur Kontrolle waldbrandgefährdeter Gebiete und von Fischgründen eingesetzt.
Auch Chinas erster richtiger Hubschrauber, der Yan’an-2 (延安二号), wurde von der Luftfahrtakademie Nanjing entwickelt. Bereits 1959 hatte man daran gedacht, einen Hubschrauber zu entwickeln, dieser Plan wurde dann aber wieder fallengelassen. Als dann 1965 die Grenzschutzeinheiten der Volksbefreiungsarmee einen Bedarf an leichten Hubschraubern anmeldeten, wurden die alten Pläne wieder aufgegriffen. Zunächst wurde der Entwicklungsauftrag für einen Hubschrauber, der sowohl Patrouillen- und Aufklärungsflüge als auch Transportaufgaben erledigen konnte, der Polytechnischen Universität Nordwestchinas in Xi’an erteilt. Ende 1970 gab diese dann jedoch den Fachbereich Hubschrauber an die Luftfahrtakademie Nanjing ab, wo die Entwicklungsarbeit trotz der Kulturrevolution fortgesetzt wurde. Am 4. September 1975 fand auf dem damaligen Ostberg-Flugplatz (东山机场) im Stadtbezirk Jiangning (der heutige Flughafen Nanjing-Lukou) der Erstflug des Hubschraubers statt.
Ein weiterer Forschungsschwerpunkt an der Universität für Luft- und Raumfahrt sind Ornithopter. 2003 wurde dort der „Schwingenflügler Cuiniao“ bzw. „Eisvogel“ (翠鸟扑翼机) entwickelt, 2006 folgte das mit Mikrosystemen bzw. Microelectromechanical Systems (MEMS) realisierte Modell Cuiniao-07, das in Echtzeit Bilder übermitteln konnte. Mit 15 cm Länge noch etwas kleiner war Yunque-01 (云雀-01, d. h. „Lerche-01“). Der Yinchi-03 (银翅-03, „Silberflügel-03“) diente dazu, Vögel von Flughäfen wegzulocken. 2013 wurde von einer Gruppe von Studenten um Huang Mingyang (黄鸣阳, * 1993) nach zweijähriger Entwicklungsarbeit die „Hai’ou“ bzw. „Seemöwe“ (海鸥) vorgestellt, die flexible, in zwei Abschnitte unterteilte Flügel mit einer Spannweite von 2,2 m besaß.
2018 folgte der „Xiangying“ bzw. „Kreisende Adler“ (翔鹰) mit einer Spannweite von 1,5 m und einer Flügelschlagfrequenz von 2 Hz.

## Absolventen
- Lü Zushan (* 1946, Motorenbau)
- Liu Weiping (* 1953, Flugzeugbau)
- Sun Zezhou (* 1970, Elektrotechnik)